# Papua Barat
Papua Barat är en provins i Indonesien som omfattar den allra västligaste delen av Nya Guinea. Den bildades 14 november 2003 genom en utbrytning från provinsen Papua. Provinsen hette från början Irian Jaya Barat, men bytte namn till Papua Barat den 7 februari 2007.
Provinsens yta uppgår till 140 375,62 km² och folkmängden var 2010 760 855 invånare.

## Administrativ indelning
Provinsen är indelad i tio distrikt och en stad.
Distrikt (Kabupaten): 
- Fak-Fak
- Kaimana
- Manokwari
- Maybrat
- Raja Ampat
- Sorong
- Sorong Selatan
- Tambraw
- Teluk Bintuni
- Teluk Wondama

Stad (Kota): 
- Sorong